# Rontásűzők I. – Az időkút
A Rontásűzők I. – Az időkút Böszörményi Gyula könyve, 2009-ben adta ki a Könyvmolyképző Kiadó. Az Álomfogók világában játszódik, de csak a valóságban, a "világfán" nem.

## Cselekmény
|  | Alább a cselekmény részletei következnek! |

Angelina és Endzsi, a Kőbánya-Kispesten lakó ikerpár egymás ellentétei. Emiatt gyakran veszekednek is. Egy ilyen vita után Angelina a szobájában ismét beleképzel a tükörbe egy korabeli fiút (aki a Savanyác névre hallgat), és beszélget is vele. Nem sokkal később a lányok kapnak egy csomagot a nagymamájuktól, aki egy távoli szanatóriumban él. A csomagban két nyaklánc van. Van mellette egy levél, melyben ez áll: "Drágáim, a vészterhes idők immár elérnek minket. Nem halogathatjuk tovább a találkozást, s mivel szerető szüleitekre ez ügyben nem számíthatunk , értetek küldetek tehát valakit, akiben legalább annyira bízom, mint önmagamban, sőt, talán még jobban is! Az illető fiatal ugyan, de már mindent tud a közelgő árnyakról, továbbá a surranás, lopakodás és cselszövés elismert tudora, aki a bűnös ki titkokon úgy lát át, mint röntgenorvos az előző esti vacsorátokon. Tudom, hogy halálosan meg fogtok rémülni, különösen Angelina, aki olyan érzékeny lélek, de ha folyamatosan viselitek a medált, amit küldtem, nem lesz semmi baj. Hamarosan láthatjuk egymást, s ettől máris olyan izgatott a ti nagyitok, mint egy elsőbálozó bakfis. Anyát és apát, amíg még önmaguk, csókoltatom, de miután átváltoztak, már ne fáradjatok az üzenet átadásával, hisz úgyse értenék meg. Ezer puszi és csak nyugi: Jetta nagyi". 
|  | Itt a vége a cselekmény részletezésének! |